# Терморегулација
Терморегулација је способност организма да одржава телесну температуру у оптималним границама и један од аспеката процеса хомеостазе. Многе физичке особине материје, од агрегатног стања преко густине, растворљивости, напона паре, електричне проводљивости до индекса преламања зависе од температуре. Слично, од температуре зависи којом ће се брзином одвијати нека хемијска реакција у сложеном систему функционисања ћелија и ткива, и које ће реакције у њима да се одиграју. То је један од разлога што код животиња и човека постоји неколико врло сложених механизама за одржавање телесне температуре у оптималним границама, како њено значајније одступање не би пореметило функционисање организма. Ако тело није у стању да одржава нормалну телесну температуру она значајно расте изнад нормале. Такво стање је познато као хипертермије (прегревање). Код људи, то се дешава када је тело изложено константним температурама од око 55 °C, дуже време (више од неколико сати). Супротно стање, од хипертермије је хипотермија (расхлађивање) када телесна температура опада испод нормалног нивоа.
Зато што промене телесне температуре утичу на различите виталне процесе у организму као што је одвијање ензимских реакција, метаболизам, (нпр. повећањем температуре за 10 °C, ензимске реакције, стопа метаболизма и срчани рад се убрзавају се 2-3 пута), физичке особине ћелијске мембране, нарочито њене липидне компоненте итд, терморегулација има посебан значај у изучавању физиологије хомеостазе у организму животиња и човека.

## Детерминанте телесне топлоте и температуре
Температурне варијације у Земљиној биосфери
Жива бића у Земљиној биосфери изложена су температурним варијацијама средине које се могу кретати у следећим распонима;
- Најнижа температура у Земљиној биосфери: је -89,2 °C на Антарктику
- Највиша температура у Земљиној биосфери: је +80 °C у пустињама → +100 °C у геотермалним врућим изворима → +350 °C у дубоким морима у хидротермалним отворима са високим хидростатичким притиском

Температура организма
Температура организма' зависи од количине топлоте садржане у јединици масе ткива. Шта је животиња већа, већи је њен садржај топлоте на датој температури.
Степен промене телесне топлоте
Степен промене телесне топлоте зависи од:
- степена продукције топлоте кроз метаболичке реакције
- степена усвајања топлоте из спољашње средине
- степена губитка топлоте.

## Температурна класификација животиња
| Традиционална температурна класификација | Савремена температурна класификација |
| --- | --- |
| - Хомеотерми Одржавају телесну температуру у уском опсегу (сисари 37-38 °C; птице близу 40 °C; неки бескичмењаци ...) - Поикилетерми Телесна температура поикилетерма варира у зависности од температуре спољашње средине | - Ендотерми Производе сопствену топлоту. У ову групу спада човек. - Ектотерми Ослањају се на топлоту из спољашње средине. - Хетеротерми Способни за различите степене ендотермички топлотне продукције, али генерално не регулишу телесну температуру у оквиру уског опсега |
| | Напомена: ова класификација уведена је зато што велики број врста одступа од критеријума традиционалне класификације. |

## Механизми терморегулације

### Терморегулација код птица и сисара
У хладним окружењима, птица и сисара користе следеће механизме адаптације како би смањили губитак топлоте:
- Мале глатке мишиће (подизаче длака код сисара или перја код птица) смештени уз перје или корен длаке. Они у току подрхтавања „искривљују“ длаке и перје у односу на површину коже. Преклапањем перја, нпр код пингвина она површину његовог тела чини практично непроходном на ветар и воду. Перје обезбеђује водонепропусност која је од кључног значаја за опстанак пингвина у води која може бити хладна око -2,2 °C на Антарктику, а слој ваздуха који се крије испод перја од 80% до 84% топлотне изолације[3].
- Повећавање величине тела, што им омогућава лакше одржавање телесне температуре у унутрашњости тела (топлокрвне животиње у хладним временским зонама имају тенденцију да буде већа од сличних врста у топлијим климатским условима.
- Увећање способности за складиштење енергије (нпр резерве масти за метаболичке процесе)
- Скраћење удова (екстремитета).
- Проток крви кроз удове - топла артеријска крв путујући кроз уд пролази кроз вене које играју улогу „кулера“ (расхлађивача) крви из удова и омогућавају размену топлоте загревањем и хлађењем венске крви артеријском (нпр код пингвина[4][5])

У топлим окружењима, птица и сисара користе следеће механизме адаптације и како би повећале губитак топлоте:
- Бихевиоралну адаптацију мировања у току дана и максималне активности у току ноћи.
- Испаравање и хлађење губитком воде знојењем и дахтањем
- Складиштење масних резерви на једном месту (нпр. грба камиле), како би се избегло њихово изолационо дејство.
- Издужење удова, са често веома изражено васкуларизованим удовима који одводе топлоту тела у ваздух.

### Терморегулација код човека
Као и код других сисара, терморегулација је важан аспект људске хомеостазе. Тело човека топлоту највише генерише у дубоким органима, посебно у јетри, мозгу и срцу, и згрченим скелетним мишићима. Људи кроз еволутивни развој били су приморани да се адаптирају на велику разноврсност климе, укључујући ту и топло-влажну и топло-суву, а и данас то чине. Користећи моћне, савремене, техничке системе и још моћније понашање и знање, човек је успео да преживи и у екстремним условима боравка у космосу, док је био изложен широком температурном опсегу: од -110 °C (за време боравка на површини месеца) до +2.000 °C (ваздуха око Спејс шатла у току његовог повратка на земљу кроз густе слојеве њене атмосфере). Високе температуре представљају озбиљно напрезање за људско тело, стављајући га у велику опасност од озледа па чак и смрти. За људе, прилагођавање различитим климатским условима укључује не само физиолошке механизме које је он стекао кроз еволутивни развој, већ и свесно развијене механизме културне адаптације боравка у животној средини. Нормална телесна температура човека се креће у распону од 36,3 °C – 37,1 °C (+,- 1,95 стандардна девијација), с тим што различити делови тела имају различиту температуру, која варира са температуром околине. Удови су углавном хладнији од осталих делова тела. Ректална (чмарна) температура представља унутрашњу температуру тела и најмање варира зависно од спољашње температуре. Нормално је орална (устна) температура за 0,5 °C нижа од ректалне, али на њу могу да утичу многи фактори, као што су уношење топлих и хладних напитака, жвакање гуме и дисање на уста.
Организам човека користи четири основна начина (механизма) за губитак топлоте: конвекцију, кондукцију, зрачење и испаравање. Ако је температура коже већа од околине, тело може изгубити топлоту зрачењем и проводљивошћу. Али, ако је температура околине већа од коже, тело заправо добија топлоту зрачењем и проводљивошћу. У таквим условима, једино средство којим тело може да се ослободи вишка топлоте је механизам испаравања. Дакле, када је температура виша од температуре коже, било шта да спречава адекватно испаравање изазваће пораст унутрашње телесне температуре. Током спортских активности, испаравање постаје главни правац губитка топлоте. Влага утиче на терморегулацију тако што ограничава испаравање зноја и на тај начин смањује губитка топлоте.
Коже помаже у хомеостази организма (одржавањем различитих фактора тела константним нпр. температуру). Она то чини тако што реагује другачије у топлим и хладним условима, тако да унутрашња температура тела стално остаје мање-више константна. Вазодилатација крвних судова и знојење су примарни начина на који људи покушавају да изгубе вишак топлоте тела.
Мозак ствара вишак топлоте кроз безбројне реакције које се у њему одигравају. Чак и мисаони процес ствара топлоту. Зато мозак има комплексан систем крвних судова, који га чувају од прегрејавања, тако што повећавају проток крви кроз танак слој коже на глави, омогућавајући топлоти да лако напушта тело.
Зато је ефикасност наведених метода које користи тело човека у терморегулацији, стално под утицајем климе неког поднебља, степена аклиматизације у којем се налази организам сваког појединца, али и његова културолошка и технолошка адаптација.

## Термогенеза
Термогенеза је процес стварања топлоте у организмима. Најчешће се јавља код топлокрвних животиња мада у природи постоје и неке термогенетске биљке.
У физиологији, термогенеза је терморегулациони одговор организма животиња на хладноћу у виду грчења мишића или интензивирање метаболичких процеса у ткивима организма како би се спречило расхлађење на ниским температурама.
Главни процеси за продукцију топлоте су: мишићна активности повезана с физичком активношћу, невољне контракције мишића, или дрхтавица и термогенеза заснована на повећању метаболизма, без учешћа мишићних контракција. Ови процеси подржани су од стране аутономног нервног система (примарно симпатикуса) и хормоналне активности (примарно, хормона штитне жлезде тироксина и хормона неуротрансмитера нервног система, адреналина)

### Начини термогенезе
Дрхтање
Дрхтање је ослобађање топлоте у току невољне контракције мишића. Нервни систем активира групу скелетних мишића и изазива брзе мишићне контракције. Јавља се физички некористан рад, и ослобађа се хемијска енергија која се претвара у топлотну.
Не дрхтајућа термогенеза
Настаје активацијом ензимског система који учествује у метаболизму масти, при чему се оксидирацијом масти ослобађа топлота.
Термогенеза мрког масног ткива
Мрко масно ткиво се налази између рамена и на врату и специјализовано је за за брзу и масивну продукцију топлоте.

## Хипоталамична регулација телесне температуре
Терморегулација у ектотермних и ендотермних животиња и човека је углавном под контролом преоптичког подручја у предњем делу хипоталамуса. Таква хомеостатска контрола је одвојена од осећај температуре.